# Passo Staulanza
Il passo Staulanza (conosciuto anche come Forcella Staulanza - 1.766 m s.l.m) è un valico alpino delle Dolomiti di Zoldo, in provincia di Belluno, situato tra le pendici del monte Crot, nel gruppo del monte Civetta, e quelle del Pelmetto, nel massiccio del Pelmo. Appartenente al Comune di Val di Zoldo e a ridosso dei confini comunali con Selva di Cadore e Borca di Cadore, viene valicato dalla SP 251 che mette in comunicazione la Val di Zoldo con la Val Fiorentina. In corrispondenza del passo sorge il rifugio Passo Staulanza (1.770 m ca), dotato di ristorante e 25 posti letto, punto-tappa dell'Alta via n. 1 delle Dolomiti e comodo punto di partenza per escursioni attorno a Pelmo, Civetta e Croda da Lago.